# 劉清彥
劉清彥（1968年—），資深兒童文學工作者、童書作家、繪本作家、主持人。著有《妮妮的紅長褲》等繪本，譯有《藍弟的翅膀》等多本著作。

## 學歷
- 國立政治大學新聞研究所
- 小學四年級因為搬家，經過插班考轉進一所住家附近的私立小學

## 經歷

### 曾任
- 2017年9月劉清彥與蔡兆倫、張淑瓊、盧俊義（牧師）在台北東門基督長老教會教授繪本課程[2]

### 現任
- 中華民國兒童節目烤箱讀書會的節目主持人，在節目中被稱為阿達叔叔。

## 作品
- 《妮妮的紅長褲》
- 《小番茄的滋味》，天下文化
- 《亞斯的國王新衣》，也是文創，巴巴文化
- 《爺爺的櫻花道》，道聲出版社
- 《漢寶家族大集合》，青林出版社

## 得獎
- 2013年劉清彥與李宣榕搭檔主持GOOD TV《烤箱讀書會》節目，榮獲第48屆電視金鐘獎『兒童少年節目主持人獎』。[3]
- 2014年劉清彥與黃迺毓兩個人一起主持的「閱讀推手」廣播節目榮獲第49屆廣播金鐘獎『教育文化節目主持人獎』。[4]